# Canalículos
Dentro da matriz óssea há espaços denominados lacunas, que contêm, cada uma, uma célula óssea ou osteócito. Este apresenta numerosos prolongamentos alojados em pequenos túneis, denominados canalículos. Os canalículos percorrem a matriz mineralizada, conectando as lacunas adjacentes e possibilitando o contato entre os prolongamentos celulares de osteócitos vizinhos, e é através deles que as substâncias nutritivas e o gás oxigênio provenientes do sangue chegam até as células ósseas.